# باكوجا
باكوجا بلدية في ولاية سيارا في المنطقة الشمالية الشرقية من البرازيل.